# Halvvägstjärnen (Idre socken, Dalarna)
Halvvägstjärnen är en sjö i Älvdalens kommun i Dalarna och ingår i Dalälvens huvudavrinningsområde. Sjön har en area på 0,0288 kvadratkilometer och ligger 540,3 meter över havet.

## Delavrinningsområde
Halvvägstjärnen ingår i det delavrinningsområde (686368-134428) som SMHI kallar för Mynnar i Dalälvens vattendragsyta. Medelhöjden är 563 meter över havet och ytan är 8,23 kvadratkilometer. Räknas de 2 avrinningsområdena uppströms in blir den ackumulerade arean 22,66 kvadratkilometer. Åskvitan som avvattnar avrinningsområdet har biflödesordning 2, vilket innebär att vattnet flödar genom totalt 2 vattendrag innan det når havet efter 463 kilometer. Avrinningsområdet består mestadels av skog (87 procent). Avrinningsområdet har 0,03 kvadratkilometer vattenytor vilket ger det en sjöprocent på 0,3 procent.